# Дюрргольц
Дюрргольц (нім. Dürrholz) — громада в Німеччині, розташована в землі Рейнланд-Пфальц. Входить до складу району Нойвід. Складова частина об'єднання громад Пудербах.
Площа — 6,90 км2. Населення становить 1299 ос. (станом на 31 грудня 2020).